# Helmut Koziol
Helmut Koziol (* 7. April 1940 in Wien) ist ein österreichischer Jurist und Professor für Zivilrecht im Ruhestand an der Universität Wien.

## Herkunft und Ausbildung
Helmut Koziol wurde als Sohn des Universitätsprofessors Herbert Koziol und seiner Frau Maria geboren. Er besuchte das Gymnasium in Graz und begann anschließend das Studium der Rechtswissenschaft an der Karl-Franzens-Universität Graz, welches er 1963 mit der Promotion zum Dr. jur. abschloss.

## Berufliche Karriere
Nach Ende des Studiums begann Koziol seine wissenschaftliche Karriere als Assistent für Privatrecht bei Franz Bydlinski an der Universität Bonn und war dort bis 1967 tätig. Anschließend kam er im Juni 1967 an die Universität Wien und wirkte als Universitätsdozent am Institut für Zivilrecht. Im Dezember 1967 wechselte er an die Johannes-Kepler-Universität Linz und war dort bis 1970 als Professor für Privatrecht aktiv, bis er 1970 wieder nach Wien zurückkehrte, wo er im Anschluss einen Lehrstuhl für Zivilrecht an der Universität übernahm, den er bis 2000 innehielt. Daneben war Koziol Gastprofessor an der Universität von Südafrika, der Hebräischen Universität Jerusalem, dem University College London und an Universitäten in Japan und Südkorea sowie Visiting Professor an der Renmin Law School in Peking.
Neben der wissenschaftlichen Arbeit war und ist Helmut Koziol auch in der Praxis tätig. Seit 1986 ist er Mitherausgeber der wissenschaftlichen Fachzeitschrift Bank-Archiv (ÖBA). Er ist Mitglied des Vorstandes der Österreichischen Bankwissenschaftlichen Gesellschaft. Außerdem ist er auch Mitherausgeber der in Deutschland erscheinenden Zeitschrift für Europäisches Privatrecht und Mitglied der Zivilrechtslehrervereinigung. Koziol ist einer der Gründer der European Group on Tort Law. Weiters ist Helmut Koziol der Geschäftsführer (Executive Director) des Europäischen Zentrums für Schadenersatz- und Versicherungsrecht (ECTIL). Bis Ende 2008 war er Direktor, seither ist er stellvertretender Direktor des Instituts für europäisches Schadenersatzrecht der Österreichischen Akademie der Wissenschaften, deren  wirkliches Mitglied er ist.
Im April 2007 wurde Koziol einer breiten Öffentlichkeit bekannt, als er für Verteidigungsminister Norbert Darabos ein Gutachten zu den rechtlichen Möglichkeiten bezüglich eines Ausstieges aus dem mit EADS geschlossenen Vertrag über 18 Eurofighter-Kampfflugzeuge erstellte.
Neben zahlreichen anderen Publikationen ist Koziol Autor des Standardwerks über das österreichische Haftpflichtrecht und (zusammen mit Rudolf Welser († 2024)) Begründer und Co-Autor eines weit verbreiteten Grundrisses des österreichischen bürgerlichen Rechts („Koziol/Welser“, ab der 12. Auflage von wechselnden Autoren fortgeführt).

## Ehrungen
- Ehrendoktor der Universität Innsbruck (2005)[4]
- Ordentliches Mitglied der Academia Europaea (2010)
- Ehrendoktor der Eötvös-Loránd-Universität Budapest (2012/13)[5]